# Władysław Dziewulski (historyk)
Władysław Dziewulski (ur. 16 lutego 1904 w Moskwie, zm. 6 lutego 1981 w Opolu) – polski historyk.

## Życiorys
Urodził się w rodzinie Polaka, oficera armii carskiej. W roku 1927 ukończył studia na wydziale prawa Uniwersytetu Warszawskiego, by następnie podjąć pracę w administracji państwowej. Pracując w latach 1931–1939 jako referendarz w Urzędzie Wojewódzkim Pomorskim, rozpoczął pierwsze badania naukowe. Okupację hitlerowską spędził w Warszawie, skąd został w roku 1944 wywieziony na roboty przymusowe do Berlina. Studia ukończył na Uniwersytecie Warszawskim. W młodości należał do prosanacyjnego Legionu Młodych. Po wojnie u schyłku lat 40. XX wieku był wicestarostą bystrzyckim, a następnie przeniósł się do Wrocławia, gdzie podjął się pracy badawczej w oddziale wrocławskim Instytutu Zachodniego oraz Pracowni Konserwacji Zabytków.
W 1957 roku osiedlił się w Opolu. Zatrudnił się w Instytucie Śląskim, oraz w Wyższej Szkole Pedagogicznej, gdzie sprawował m.in. funkcję kierownika Katedry Historii Śląska, prodziekana, a następnie dziekana Wydziału Filologiczno-Historycznego. Stopień doktora uzyskał w 1951 r. na Uniwersytecie Wrocławskim (docentura w 1959 r.). Wraz z prof. Alojzym Gembalą uważany jest za ojca opolskiej nauki historycznej.
Podczas wydarzeń marcowych w 1968 roku zaangażował się w obronę studentów, w wyniku czego został odsunięty od pracy dydaktycznej i skierowany wyłącznie do pracy naukowej w Instytucie Śląskim. Wniosek o nadanie Dziewulskiemu tytułu profesora został z przyczyn politycznych zablokowany przez ówczesne Ministerstwo Oświaty i Szkolnictwa Wyższego. W 1974 r. przeszedł na emeryturę.
Został odznaczony Krzyżem Oficerskim Orderu Odrodzenia Polski (1946).
Pochowany w grobowcu rodzinnym na cmentarzu w Toruniu.

## Publikacje naukowe
Jest autorem ponad 150 artykułów i recenzji naukowych oraz kilku monografii:
- Postępy chrystianizacji i proces likwidacji pogaństwa w Polsce wczesnofeudalnej, seria: Prace Opolskiego TPN, Wydział Nauk Historyczno-Społecznych, Zakład Narodowy im. Ossolińskich, Wrocław 1964
- Zwycięstwo chrześcijaństwa w świecie starożytnym, seria: Prace Opolskiego TPN, Wydział Nauk Historyczno-Społecznych, Zakład Narodowy im. Ossolińskich, Wrocław 1969
- Dzieje ludności polskiej na Śląsku Opolskim od czasów najdawniejszych do Wiosny Ludów, Instytut Śląski w Opolu, Opole 1972
- Brzeg – dzieje, gospodarka i kultura, Instytut Śląski w Opolu, Opole 1975
- Powstanie i rozwój Bytomia, Warszawa 1975